# Villa rustica de la Jucu de Sus
 Villa rustica de la Jucu de Sus este o villa rustica situată pe raza localității Jucu de Sus din județul Cluj, în parcul industrial Tetarom III (complexul industrial Nokia). 